# Arturo Noci
Arturo Noci (Roma, 23 aprile 1874 – New York, 23 agosto 1953) è stato un pittore italiano.

## Biografia
Già dall'infanzia mostra di avere una predilezione per la pittura, tanto che, raggiunta l'età degli studi superiori, decide di iscriversi all'Accademia Capitolina delle Belle Arti.
Inizialmente i suoi studi si focalizzano su dipinti raffiguranti dei paesaggi. Alcuni di questi, presentati alla mostra annuale organizzata presso il Palazzo delle Esposizioni a Roma dalla Società degli Amatori e dei Cultori di Belle Arti,  segnano l'ingresso di Arturo Noci nel mondo dell'arte ufficialmente riconosciuta dalla critica.
Gli inizi del '900 rappresentano per l'artista il trampolino di lancio verso sempre maggiori successi, che lo porteranno ad esporre le sue opere alla Biennale di Venezia. In quell'occasione, l'opera che raccoglierà i maggiori consensi è il “Giardino abbandonato”, del 1901.
Parallelamente alla realizzazione di opere paesaggistiche, l'artista inizia lo studio della suddivisione del colore secondo i dogmi del Divisionismo, nuova corrente pittorica nata a Roma, adottandone la tecnica per circa 10 anni.
Durante quegli anni, Noci viene accreditato come tra le maggiori espressioni artistiche nazionali e tale considerazione da parte della critica gli vale la nomina a membro di merito dell'Accademia Nazionale di San Luca a Roma, il cui scopo ancora oggi è quello di promuovere le opere d'arte, di elevare il lavoro artigianale dell'artista e di onorare i meriti degli artisti e degli studiosi.
Successivamente al 1914, l'artista aderisce alla nuova corrente pittorica della Secessione Romana, realizzando alcuni tra i suoi capolavori più famosi, tra i quali “L'arancio” che viene acquistato dalla neocostituita Galleria d'arte moderna e contemporanea di Roma.
Nel 1923 Noci decide di trasferirsi definitivamente negli Stati Uniti, dove, a New York, trova la dimensione ideale per realizzare nuovi capolavori: come il “Pescivendolo veneziano”.
Muore nel 1953 a causa di un incidente stradale.